# 메이와정 (미에현)
메이와정(일본어: 明和町)은 일본 미에현 다키군의 정이다. 이세 가도 가에 있어 고대에는 천황의 이름으로 이세 신궁에 봉사한 재왕의 재궁(재왕궁)이 있었다.

## 지리
마쓰사카시와 이세시의 사이에 위치하고 이세만과 접한다. 다키군에 속해 기본적으로 마쓰사카시와의 관계가 강하다. 또 쓰레기 처리나 화장터 등은 이세시, 와타라이군과 일부 사무조합을 형성하고 있다. 정역은 대개 평탄하고 토지는 비옥하다.

## 역사
- 아스카 시대~헤이안 시대 - 주변의 대부분이 이세 신궁의 신궁령이 되었다.
- 에도 시대 - 도도번, 도바번(일본어판), 기슈토쿠가와번, 신궁령이 혼재하였다.
- 1958년 9월 3일 -  다키군 산와정·사이메이촌이 합병해 신고정(神郷町)이 발족, 당일 메이와정(明和町)으로 개칭하였다.
- 2001년 11월 1일 - 일부 지역을 이세시에 편입. 이세시의 일부 지역이 메이와정에 편입됨.

## 인구
| 연도 | 인구   | ±%     |
| ---- | ------ | ------ |
| 1920 | 13,835 | —      |
| 1930 | 14,621 | +5.7%  |
| 1940 | 14,663 | +0.3%  |
| 1950 | 18,415 | +25.6% |
| 1960 | 17,390 | −5.6%  |
| 1970 | 17,223 | −1.0%  |
| 1980 | 19,504 | +13.2% |
| 1990 | 21,484 | +10.2% |
| 2000 | 22,300 | +3.8%  |
| 2010 | 23,834 | +6.9%  |

## 교통

### 철도
- 긴키 닛폰 철도 야마다선
  - (← 마쓰사카시 고이시로역) - 사이쿠역 - 묘조역 - (이세시 아케노역 →)

### 도로
- 국도 23호선